# Дю Пюи-Вобан, Антуан Ле-Претр
Антуан Ле-Претр (фр. Antoine le Prestre; 1654 — 10 апреля 1731, Бетюн), граф де Вобан, сеньор дю Пюи, именовавшийся дю Пюи-Вобаном — французский генерал и военный инженер.

## Биография
Второй сын Поля II Ле-Претра, сеньора де Вобана, майора Лилльской цитадели (1650), и Анн де Гёден, двоюродный племянник маршала Франции Себастьена де Вобана.
Лейтенант кавалерии (3.03.1672), в кампанию того года воевал в армии маршала Тюренна. Лейтенант Нормандского полка (1673), с которым служил в частях герцога де Люксембурга и в конце года был принят в военные инженеры. В этом качестве в следующем году участвовал в завоевании Франш-Конте. В ходе осады Безансона получил два огнестрельных ранения, когда оборудовал ложемент у контрэскарпа. Город сдался королю 15 мая 1674. Затем служил под началом своего знаменитого родственника, которого сопровождал в инспекционных поездках по крепостям королевства.
15 января 1677 получил роту в Нормандском полку, расформированную 8 августа 1679 по окончании Голландской войны. Сам Вобан приказом от 15 августа был оставлен в полку капитаном, 10 января 1680 получил головную роту, а в октябре 1682 старшее адъютантство (Aide-Majorité) в Дуэ.
При осаде Куртре в 1683 году был ранен ружейной пулей в руку, которая осталась искалеченной, что не помешало Вобану в следующем году принять участие в осаде Люксембурга.
В 1684 году продал Себастьену Ле-Претру отцовский фьеф Вобан в Ниверне.
В 1688 году был при осадах и взятии Филиппсбурга, Мангейма и Франкенталя, в 1691-м при осаде Монса, в 1692-м при осаде Намюра и в битве при Стенкерке.
Бригадир (30.03.1693), служил при осаде Юи, где снова был ранен, что не помешало ему в том же году поучаствовать в битве при Неервиндене и осаде Шарлеруа. 12 марта 1694 стал командором ордена Святого Людовика. В 1697 году был легко ранен при осаде Ата.
Кампмаршал (29.01.1702), сложил командование ротой Нормандского полка; в том году воевал под командованием маркиза де Бленвиля и участвовал в обороне Кайзерсверта, в следующем в осадах и взятии Брайзаха (6 сентября) и Ландау (16 ноября), и Шпайерском сражении. 17 сентября 1704 был назначен губернатором Бетюна, 26 октября произведен в генерал-лейтенанты армий короля.
В 1708 году внес вклад в блестящую оборону Лилля под командованием маршала Буфлера. Будучи сам осажденным в Бетюне, крепости среднего значения с небольшими ресурсами и слабым гарнизоном, продержался сорок два дня и 29 августа 1710 сдался на почетную капитуляцию. Королевским патентом от 16 декабря Вобану было позволено носить Большой крест ордена Святого Людовика в ожидании вакантного кавалерского места.
В 1714 году руководил осадой Барселоны, предпринятой войсками маршала Бервика; в ходе этой кампании получил сквозное ранение ружейной пулей в туловище. 10 августа 1715, после смерти маршала Розена стал кавалером Большого креста ордена Святого Людовика.
Был инженер-генералом в дирекции крепостей Артуа.
В награду за 52 года службы жалованной грамотой Людовика XV, данной в Шантийи в августе 1725, земля Сен-Сернен в Маконне, соединенная с землей Буайе в одну сеньорию, была возведена в ранг графства под названием Вобан в пользу Антуана дю Пюи-Вобана и его потомков.
Всего участвовал в сорока четырех атаках и защитах крепостей и был шестнадцать раз ранен. Умер в своем губернаторстве в Бетюне и был погребен там же в церкви капуцинов под надгробием из белого мрамора, с эпитафией:
CY GIT

HAUT ET PUISSANT SEIGNEUR, MESSIRE ANTOINE
 LE PRESTRE DE VAUBAN, LIEUTENANT GÉNÉRAL DES AIMÉES DU ROI,
GRAND'CROIX DE L'ORDRE ROYAL ET MILITAIRE DE SAINT-LOUIS,
INGÉNIEUR GÉNÉRAL,

DIRECTEUR DES FORTIFICATIONS DES PLACES D'ARTOIS,
GOUVERNEUR DES VILLE ET CHÂTEAU DE BÉTHUNE,

DIGNE NEVEU, DIGNE DISCIPLE DU MARÉCHAL DE VAUBAN!
ÉLEVÉ SUCCESSIVEMENT A TOUS LES GRADES MILITAIRES,
TOUJOURS MÉRITÉS, TOUJOURS REMPLIS AVEC DISTINCTION.
D'UN GÉNIE SUPÉRIEUR POUR LES FORTIFICATIONS, L'ATTAQUE ET LADÉFENSE DES PLACES,

MODÈLE DES INGÉNIEURS DANS LA DÉFENSE DE BÉTHUNE.
PROMPT, EXACT ET INTRÉPIDE QUAND IL A OBÉI,

VIGILANT, PLEIN DE RESSOURCES ET DE FERMETÉ QUAND IL A COMMANDÉ.
COURTISAN SEULEMENT PAR SES SERVICES.

CITOYEN DANS TOUTES SES VUES:

UTILE A LA PATRIE DANS SES EMPLOIS,

UTILE AUX PARTICULIERS DANS LA VIE PRIVÉE,

TOUJOURS ESTIMÉ, TOUJOUES AIMÉ,

ET TOUJOURS D'AUTANT PLUS QU'IL ÉTAIT VU DE PLUS PRÈS.
IL MOURUT PLEIN DE JOURS ET D'HONNEURS, EN HOMME QUI N'AVAIT

JAMAIS CRAINT QUE DIEU, PLEIN DE RÉSIGNATION A SES ORDRES

ET DE CONFIANCE EN SA BONTÉ, LE 10 AVRIL L'AN DE-

GRACE 1731 ET DE SON AGE LE SOIXANTE-

DIX-SEPTIÈME.

## Семья
Жена (контракт 25, 26.02, 2.03.1699): Анн-Генриетта де Бюссёль, дама де Сен-Сернен и де Лв-Басти, дочь Франсуа-Габриеля де Бюссёля, графа де Сен-Сернена, и Мари-Анн де Кур
Дети:
- Жак-Франсуа-Себастьен (ум. 14.06.1760), граф де Вобан. Жена: Анн-Жозефа де Ла-Кёй де Шатоге (1712—1776), дочь Анна-Жильбера де Ла-Кёя, маркиза де Шатоге, и Мари-Жозефы д'Аманзе
- Луи-Габриель (ум. 22.05.1760), маркиз де Вобан. Жена (1753): Мари-Клодин-Симонна де Борепер, дочь маркиза Жака де Борепера и Жанны-Югетты де Лакост
- Перретта (ум. 1769), монахиня (22.03.1722) затем аббатиса Пор-Рояль-де-Шана в Париже
- Жанна-Луиза